# چرخ‌دنده‌های جنگ: بارگذاری مجدد
چرخ‌دنده‌های جنگ: بارگذاری مجدد (به انگلیسی: Gears of War: Reloaded) بازی ویدئویی رو به انتشار به سبک تیراندازی سوم شخص است که با همکاری کوالیشن، سومو دیجیتال و دیسبیلیف توسعه یافته و به‌وسیلهٔ ایکس‌باکس گیم استودیوز منتشر خواهد شد. این دومین نسخهٔ بازسازی شده از بازی اصلی چرخ‌دنده‌های جنگ (۲۰۰۶)، اولین نسخه از فرنچایز رسانه‌ای چرخ‌دنده‌های جنگ است که توسط اپیک گیمز توسعه داده شده است. چرخ‌دنده‌های جنگ: بارگذاری مجدد که در مه ۲۰۲۵ رونمایی شد، دارای وضوح ۴کی و ۶۰ فریم بر ثانیه برای این کمپین است، در حالی که از عملکرد ۱۲۰ فریم بر ثانیه در حالت‌های چندنفره بازی پشتیبانی می‌کند. تمام محتوای پس از راه‌اندازی از نخستین ریمستر چرخ‌دنده‌های جنگ: نسخهٔ آلتیمت (۲۰۱۵) از زمان عرضه در این نسخه گنجانده خواهد شد، و این بازی از هر دو بازی چندسکویی و پیشرفت کامل در تمام کنسول‌ها و رایانهٔ شخصی پشتیبانی می‌کند.
چرخ‌دنده‌های جنگ: بارگذاری مجدد قرار است در تاریخ ۲۶ اوت ۲۰۲۵، برای پلتفرم‌های پلی‌استیشن ۵، مایکروسافت ویندوز و ایکس‌باکس سری اکس/س منتشر شود، و اولین حضور بازی اصلی بر روی استیم، و همچنین نخستین حضور این فرنچایز در کنسول برند پلی‌استیشن خواهد بود. بازی همچنین از موتور گرافیکی آنریل انجین ۳ بهره می‌برد.